# 高橋凛
高橋 凛（たかはし りん、1990年8月9日 - ）は、日本のグラビアアイドル、女優、ファッションモデル。旧芸名は橘花 凛（たちばな りん）。新潟県新潟市西区出身。株式会社アービング所属。かつて、アイエス・フィールドに所属していた。

## 経歴
2014年、原宿でスカウトされて芸能界入り。
2014年6月、1stDVD『勇気凛凛』（イーネット・フロンティア）をリリースし、AmazonのアイドルDVDランキングで1位を獲得。同年10月、2ndDVD『ミルキー・グラマー』（竹書房）を発売した。
2015年、「パチスロの日」PR大使「PSアンバサダー・S-Girls」のS-Girlsに就任。同年9月、「日テレジェニック2015」に選出された。
2016年1月から「日本を元気に!グラドルと一緒に、盛り上がってこー!!」をスローガンとして活動する色んなスポーツシーンを観戦・応援して盛り上げていく、グラビアアイドルによるチアリーディングチーム『グラドルチアーズ』（グラチア）のメンバーになり、その7代目である2017年度HEIWAキャンペーンガールに就任した。
2017年1月、1st写真集『凛として』（双葉社）を発売。同年12月、『週刊SPA!』（扶桑社）の「グラビアン魂アワード2017」において、みうらじゅん大賞を受賞した。
2018年、それまで所属していた事務所のASCHEを退所。期間中はエーライツが業務提携先として窓口となった。
2019年、『週刊ヤングマガジン』（講談社）に連載中の漫画『MFゴースト』の作中に登場するレースクイーンチーム「MFGエンジェルス」をイメージした「MFGエンジェルス2019」のメンバーとなり、それにちなんだデジタル写真集を発売。
2019年4月1日、アイエス・フィールドに所属することを発表するとともに、芸名を本名の「高橋凛」に改名。引き続きエーライツとも業務提携を結んでいたが、2020年に解消。
2020年、胸が大きい女性向けのファッションブランド『HEART CLOSET』のメインモデルに起用。
2021年2月1日、同年1月15日から28日まで『週刊ポスト』（小学館）と『NEWSポストセブン』のコラボレーション企画として行われた「令和の三十路グラドル総選挙」（総得票数：12,135票）にて、4965票を獲得して1位となった。
2022年2月28日、同日付でアイエス・フィールドを退所したことを自身のSNSで報告。
2022年3月28日、株式会社アービングに所属することを自身のSNSで報告した。
2022年6月19日、東京ドームで開催された格闘技イベント『THE MATCH 2022』の第15試合「那須川天心 vs 武尊」でラウンドガールを務めた。
2023年10月、デビュー10年目の節目として、7年ぶりに2nd写真集『抱いて』（ワニブックス）を発売。

## 人物
- 趣味は買い物、お菓子作り、システム[11]。特技は、テニス、バスケ、絵を描くこと[11]。
- チャームポイントは八の字眉毛[33]。
- 好きな食べ物は寿司。好きな飲み物はビール。
- 憧れている先輩は原幹恵。
- 仲の良いタレントは椿原愛、岸明日香。
- 愛猫：大福（チンチラシルバー、メス）。Instagramに専用アカウント（@daifukutakahashi）を作って随時写真を更新するほど溺愛している[34]。
- インタビューで、過敏性腸症候群を患っていることや過食嘔吐を繰り返していた過去を告白した[35][36]。

## 作品

### イメージDVD
※太字タイトルはBD版同時発売
橘花凛 名義
- 勇気凛凛 （2014年6月20日、イーネット・フロンティア）[37]
- ミルキー・グラマー （2014年10月24日、竹書房）[38]
- 恋して凛凛（2015年1月22日、ギルド）[39]
- 黒猫の凛にゃん（2015年5月22日、イーネット・フロンティア）[40]
- りんと。（2015年9月25日、エアーコントロール）[41]
- 愛しのマリンガール（2016年1月20日、ラインコミュニケーションズ）[42][43]
- 甘えて凛凛 （2016年5月19日、ギルド）[44]
- 助けて、ダーリン（2016年9月20日、ラインコミュニケーションズ）[45][46]
- お願い！ プリンセス（2017年1月20日、ラインコミュニケーションズ）[47][48]
- 凛として（2017年5月17日、双葉社）[49]
- あなたにフォーリンラブ（2017年11月20日、ラインコミュニケーションズ）[50][51]
- LOVE RING（2019年2月22日、スパイスビジュアル）[52][53]

高橋凛 名義
- ミルキー・グラマー（2019年8月23日、竹書房）[54]
- やわふわ♥りんりん（2020年1月25日、ラインコミュニケーションズ）[55]
- ベルを鳴らして（2020年12月18日、エスデジタル）[56]

### 動画配信
高橋凛 名義
- 2人だけの時間～花火の後に～（2023年4月10日、ギルド）[57]
- 一輪の花、凛と立つ（2024年7月31日、ギルド）[58]

### VR
橘花凛 名義
- 接写以上、接触未満 橘花凛～お風呂編～（2017年3月1日、コヴァール）
- 接写以上、接触未満 橘花凛～セールスレディ編～（2017年3月1日、コヴァール）

## 出版

### 写真集
橘花凛 名義
- 凛として（2017年1月24日、双葉社、撮影：西條彰仁）ISBN 978-4575312157[59]
- 原寸大おっぱい図鑑（2017年8月2日、一迅社、撮影：須崎祐次）ISBN 978-4758015677[60][61] - Hカップ代表

高橋凛 名義
- 抱いて（2023年10月17日、ワニブックス、撮影：西條彰仁）ISBN 978-4847085208[62]

### デジタル写真集
橘花凛 名義
- ねえ、聞いてる?（2014年8月29日、サークルチェンジ［解禁グラビア写真集］）
- 今日ならいいよ･･･（2014年9月5日、サークルチェンジ［解禁グラビア写真集］）
- 魅惑の診療所（2014年9月19日、サークルチェンジ［解禁グラビア写真集］）
- 人妻の凛（2014年9月26日、サークルチェンジ［解禁グラビア写真集］）
- こぼれる乳（2014年10月31日、アイロゴス［必撮!まるごと☆］、撮影：斉木弘吉）
- 爆乳OL-甘い罠-（2014年11月7日、アイロゴス［必撮!まるごと☆］、撮影：斉木弘吉）
- ハイパイ（2014年11月21日、集英社［デジタル週プレBOOK］、撮影：栗山秀作）[63]
- 家庭教師 ご褒美をあげるね（2014年11月28日、アイロゴス［必撮!まるごと☆］、撮影：斉木弘吉）
- 美巨乳降臨（2014年12月12日、アイロゴス［必撮!まるごと☆］）
- 橘花凛全巻セット174枚収録!!（2014年12月26日、サークルチェンジ［解禁グラビア写真集］）
- リン、りん、凛。 1･2･DX（2015年5月15日、小学館［sabra net e-Book］）[64][65][66]
- おっぱい女教師 快楽の学園（2015年7月10日、集英社［デジタル週プレ写真集］、撮影：佐藤佑一）共演：菜乃花[67]
- スピリチャル・セクシー 3・4・DX（2015年8月14日、小学館［sabra net e-Book］）[68][69][70]
- 愛しのマリンガール（2016年3月25日、ラインコミュニケーションズ［Idol Line］）
- SNAP×SNAP（2016年4月22日、集英社［デジタル週プレ写真集］、撮影：佐藤佑一）[71]
- ミッション・リン・ポッシブル 5・6・DX（2016年7月15日、小学館［sabra net e-Book］）[72][73][74]
- 大きくて形もいいのに柔らかいんです!（2016年8月5日、グラビア学園）
- 爆乳が邪魔してメイド出来ません!?（2016年8月5日、グラビア学園）
- レオタードのサイズが合わないんですけどぉ!（2016年8月5日、グラビア学園）
- 自撮り写真集（2016年8月12日、グラビア学園）
- くいしんぼSEXY 7・8・DX（2016年10月28日、小学館［sabra net e-Book］）[75][76][77]
- 恋して凛凛＜上＞（2016年11月25日、DEC）
- 助けて、ダーリン（2016年12月9日、ラインコミュニケーションズ［Idol Line］）
- 恋して凛凛＜下＞（2016年12月28日、DEC）
- りんりんコンプリート!!（2017年1月6日、グラビア学園）
- お願い! プリンセス（2017年4月14日、ラインコミュニケーションズ［Idol Line］）
- ファインディング・リーン 9･10･DX（2017年11月17日、小学館［sabra net e-Book］）[78][79][80]
- マシュマロボディ（2018年1月1日、竹書房［Bamboo e-Book］）
- オンリーユー（2018年1月1日、竹書房［Bamboo e-Book］）
- グラマラスデイ（2018年1月1日、竹書房［Bamboo e-Book］）
- スローラブ（2018年1月1日、竹書房［Bamboo e-Book］）
- 休日出勤（2018年1月5日、アイロゴス［必撮!まるごと☆］、撮影：富田恭透）
- あなたにフォーリンラブ（2018年1月12日、ラインコミュニケーションズ［Idol Line］）
- ふたりで一緒に（2018年2月9日、アイロゴス［必撮!まるごと☆］、撮影：富田恭透）
- 愛しのダーリン（2018年3月2日、アイロゴス［必撮!まるごと☆］、撮影：富田恭透）
- りんの名は。 11・12・DX（2018年3月23日、小学館［sabra net e-Book］）[81][82][83]
- 濡れ、溢れ、零れ、凛（2018年4月15日、アイロゴス［必撮!まるごと☆］、撮影：富田恭透）
- 橘花凛 BEST vol.1（2018年7月1日、アイロゴス［必撮!まるごと☆］、撮影：富田恭透）
- リンフルエンサー 13・14・DX（2019年12月20日、小学館［sabra net e-Book］）[84][85][86]
- 甘えて凛凛＜上＞（2020年1月21日、DEC）
- 甘えて凛凛＜下＞（2020年2月18日、DEC）
- 助けて、ダーリン+お願い!プリンセス（2022年5月26日、ドラゴンフライブック［+PLUSW］）
- 愛しのマリンガール+あなたにフォーリンラブ（2023年2月3日、ドラゴンフライブック［+PLUSW］）
- 熱視線 橘花凛PetitBEST（2025年2月14日、アイロゴス［必撮!まるごと☆］）

高橋凛 名義
- MFGエンジェルス2019「エンジェルス、箱根に行く!」（2019年5月24日、講談社［ヤンマガデジタル写真集］、撮影：唐木貴央）[19]
- りんりん（2019年9月6日、竹書房［Bamboo e-Book］）
- ときめき（2019年9月6日、竹書房［Bamboo e-Book］）
- グラドルサウナ部（2020年8月3日、小学館［週刊ポストデジタル写真集］、撮影：小倉雄一郎）[87]
- やわふわりんりん（2020年9月8日、ラインコミュニケーションズ［Idol Line］）
- 凛としてエロス（2021年5月17日、小学館［週刊ポストデジタル写真集］、撮影：沢渡朔）[88]
- RIN MODE 檸檬色の凛（2021年5月25日、CielazurLivres）
- 理想ノカラダ（2022年10月7日、小学館［週刊ポストデジタル写真集］、撮影：西條彰仁）[89]
- Iカップ美女と、スイートルームで。 vol.1・2（2023年2月10日、講談社［FRIDAYデジタル写真集］、撮影：倉本侑磨）[90][91]
- 酔いたい気分なの（2023年4月11日、光文社［FLASHデジタル写真集］、撮影：藤本和典）[92]
- Iカップの秘め事（2023年7月21日、講談社［週刊現代デジタル写真集］、撮影：西條彰仁）[93]
- 色香りんりん 1・2・3・4・COVER DX（2023年8月4日、小学館［sabra net e-Book］）[94][95][96][97]
- 色香りんりん2 5・6・DX（2023年9月8日、小学館［sabra net e-Book］）[98][99][100]
- 絶景（2023年9月25日、集英社［週プレ PHOTO BOOK］、撮影：Tim Gallo）[101]
- 美しき獣（2024年3月25日、PAD［ギルドデジタル写真集］）
- 凛界点 7･8･9･10･COVER DX（2024年5月3日、小学館［sabra net e-Book］）[102][103][104][105][106]
- 凛界点2 11・12・DX（2024年6月14日、小学館［sabra net e-Book］）[107][108][109]
- もっと縛って、きつく縛って（2024年6月28日、小学館［週刊ポストデジタル写真集］、撮影：笠井爾示）[110]
- 高嶺の花（2024年12月6日、PAD［ギルドデジタル写真集］）
- 溢れて、止まらない（2025年1月7日、光文社［FLASHデジタル写真集］、撮影：横山マサト）[111]

### トレーディングカード
- 橘花凛 ファースト・トレーディングカード（2016年8月9日、ヒッツ）
- ⾼橋凛〜艶麗〜 トレーディングカード（2022年8月27日、ヒッツ）[112]
- 高橋凛〜2025〜 トレーディングカード（2025年3月22日、ヒッツ）[113]

### カレンダー
- 橘花凛 2017年カレンダー（2016年11月5日、トライエックス）
- 高橋凛 2022年カレンダー（2021年11月6日、トライエックス）
- 高橋凛 2023年カレンダー（2022年11月5日、トライエックス）

## 出演

### テレビ番組
- 女神降臨（MONDO TV）
- コヤブガチピン写真館（フジテレビONE）
- ドリームスシリーズ ボウリング 2014（フジテレビONE）
- 原口あきまさの今がぱちドキッ !（TOKYO MX、群馬テレビ）
- 問題のあるレストラン（フジテレビ）
- 次世代アイドル発掘バラエティー 人気者になろう!（日本テレビ）
- 温泉♨女子部（鹿児島讀賣テレビ）
- 肉食女子部（テレ玉、チバテレ、テレビ神奈川、とちぎテレビ、サンテレビ、群馬テレビ、ぎふチャン、NOTTV、ひかりTV、スターキャット）
- P-1パチとも倶楽部（テレビ大阪、秋田放送、福島放送、びわ湖放送、山口朝日放送、奈良テレビ）
- ランク王国（TBS）
- 『ぷっ』すま（テレビ朝日）
- 橋本マナミのお背中流しましょうか?（TOKYO MX2）
- TiARY TV（テレビ神奈川）
- お願い!ランキング（テレビ朝日）
- 第12回サマーナイトフェスティバル パンサーの「はじめての競輪中継」（BS日テレ）
- ドランクドラゴンのバカ売れ研究所!（BS12 トゥエルビ）
- ゴッドタン（テレビ東京）
- 八千代コースター（新潟総合テレビ）
- CSテレ朝ナビ!!スペシャル（テレビ朝日）- タチバナ・リン役[114]
- 八千代ライブ（新潟総合テレビ）
- アプリどっとみぃ♪（TOKYO MX）
- タモリ倶楽部（テレビ朝日）
- ブレイク!（TOKYO MX2）
- じっくり聞いタロウ〜スター近況（秘）報告〜（2022年12月22日、テレビ東京）
- 二軒目どうする?〜ツマミのハナシ〜（2023年7月9日、テレビ東京） - トークゲスト[115][116][117]
- うまDOKI（KBS京都）

### テレビドラマ
- 連続テレビ小説 まれ 第95話（2015年7月17日、NHK総合）
- 癒されたい男 第2話（2019年4月18日、テレビ東京） - 桃尻エリカ 役
- 歌舞伎町弁護人 凛花 第3話・第4話（2019年5月5日・12日、BSテレ東） - 真実 役
- 理想ノカレシ（2022年6月1日 - 7月20日、TBS）- 岡本彩佳 役[118]
- チェイサーゲーム（2022年9月9日 - 10月28日、テレビ東京）[119]
- 特捜9 season6 第5話（2023年5月3日、テレビ朝日）- 今岡優香 役

### モデル
- HEART CLOSET（ハートクローゼット）
- GROUD/N/ACE（グランダンエース）

### ウェブテレビ
- 私の年下王子さま Winter Lovers 第7話 - 最終話（2018年12月15日 - 2019年1月26日、AbemaTV）
- DTテレビ（2019年7月19日[120] - 、AbemaTV） - Pacoちゃん

### ウェブドラマ
- オンラインシネマ「Go!Con!」（2020年5月22日、ABEMA） - 主演・楓 役[121]
- 地面師たち（2024年7月25日、Netflix） - ホステス 役

### 映画
- 天使じゃないッ!（2018年4月14日公開、日本出版販売） - ラビア（見習い中の悪魔） 役
- 天使じゃないッ!2（2018年4月15日、日本出版販売） - ラビア 役[122]

### Vシネマ
- 潜入捜査官～洗脳の監獄～（2017年11月1日、リバプール） - 優李亜 役 主演

### 舞台
2016年
- LOVE&FAT FACTORY「リングのマクベス2～リングはハムレット」（2016年2月17日 - 21日、ウッディシアター中目黒） - スーザン桐木 役
- PKPエンタテイメント プレゼンツvol.1「パリピ!!～ゆずれない夏～」（2016年8月11日、しもきた空間リバティ） - りんちゃん 役
- LOVE&FAT FACTORY ファイヤー女子 第3回 「リングのロミオとジュリエット～真・ファイヤー女子プロレス～」（2016年10月5日 - 10日、ウッディシアター中目黒） - バッファロー門田 役
- ［Otona Project第五弾］演劇ユニット【爆走おとな小学生】第三回全校集会「初等教育ロイヤル」（2016年11月23日 - 27日、新宿村LIVE） - 佐藤さん 役

2017年
- ［Otona Project第六弾］演劇ユニット【爆走おとな小学生】第一回特別授業「46億年ゼミ」（2017年1月12日 - 15日、中目黒キンケロ・シアター） - 和希 役 ※主役
- ［Otona Project第七弾］演劇ユニット【爆走おとな小学生】第三回課外授業「私私私立下等高等学校～3年1組異常科専攻～」（2017年3月23日・24日、小劇場てあとるらぽう） - じゅわいよ・くちゅーるアスカ先生 役 ※日替わりゲスト出演
- ［Otona Project第九弾］演劇ユニット【爆走おとな小学生】第四回全校集会「勇者セイヤンの物語（真）」（2017年7月26日 - 30日、CBGKシブゲキ!!） - スラウィム 役
- 「リングのリア王!?」（2017年10月31日 - 11月5日、ブディストホール） - ゴネリル恭子 役
- LIVEDOG「鬼斬 ZERO」（2017年11月22日 - 26日、シアターサンモール） - 茨木童子 役

2018年
- 「Cherry」（2018年2月6日 - 11日、ウッディシアター中目黒） - 五反田七重 役
- 朗読劇「Greif」（2018年12月20日 - 23日、学芸大学・千本桜ホール） - 日替わり出演 (12月20日(木)、12月22日(土)）

2019年
- Bixbite Createプロデュース「メモリーダイヤル～明日の君にさよなら～」（2019年5月1日 - 4日、瑞江・東部フレンドホール） - 藤堂彩乃 役[123]
- CONTE STAGE「SWEET DAYS」（2019年5月31日 - 6月2日、清澄白河・リトルトーキョー）[124]

### ウェブ配信
- 大東京トイボックス受験生応援煩悩SPニコリンピックだニャン!（2014年2月22日、ニコニコ生放送）
- 社会派討論バラエティー"IKUSA"〜おっぱいvsおしり〜（2014年3月25日、ニコニコ生放送）
- ケータイYJ ぷるるんサバイバル
- 独偏アイドル総研
- インスタントジョンソンのかわいこちゃーん 〜スピンオフ特別企画・アメスタ海の家出張生放送！ 夏の陣〜
- Ameba Studio
- 社会派討論バラエティー"IKUSA" キュートvsセクシー（ニコニコ生放送）
- ダイハツ コペンローブ×橘花凛【ドライブ美人】（2014年12月17日、オートックワン[125]）
- 明日香と凛のビックスモールンになりたくない（ニコジョッキー（ニコニコ生放送））
- グラドル生ナイター〜ストレートvsカーブ〜（2015年9月29日、ニコニコ生放送）
- 人気者になろう!NEXT（NEO station.TV、ニコニコ生放送）
- こんせいそんのスタジオ生放送!（2016年1月9日、ニコニコ生放送）
- 玉野ミッドナイト競輪 in e-SHINBUNチャンネル（ニコニコ生放送）
- ジェニックチャンネル（NEO station.TV）
- 城ドラフェスの会場からお届け『こちら城ドラ放送本部!!』（2015年11月23日、ニコニコ生放送）
- 「愛しのマリンガール」DVD・BD発売記念SHOWROOMイベント（2016年3月1日、東京Lily SHOWROOM）
- 小学館サブラ 公式チャンネル「アイラブ」（2016年4月11日・5月9日、Ustream）
- 杏璃と明日香のアレ!?8時（2016年4月13日、LoGiRL）
- 「甘えて凛凛」予約発売イベント（2016年5月4日、東京Lily SHOWROOM）
- 本郷杏奈「Namara大好き」予約発売イベント!!スペシャルゲスト（2016年6月8日、東京Lily SHOWROOM）
- ニコニコ神社 in プロゴルフツアー会場（2016年9月2日、ニコニコ生放送）
- 橘花凛「助けて、ダーリン」・戸田れい「これからも。」予約発売イベント（2016年9月8日、東京Lily SHOWROOM）
- 10人の売れたい女vs鈴木拓（2016年9月18日・10月30日・12月11日、2017年2月12日・3月12日、AbemaTV）
- もし相方がいなくなったら～タカオアトシ～（2017年3月29日、AbemaTV）
- ビックスモールンの橘花凛と石原佑里子になりたいな!（ニコジョッキー（ニコニコ生放送））
- フレフレスポーツ!（2017年5月15日、AMESTAGE・グラチアチャンネル）
- ピタットTV（2017年9月20日、占いTV）
- ゴシップジェネレーション（2017年12月11日、AbemaTV）

### 音声配信
- よゐこ有野のノーギャラジオ（2022年2月21日、Radiotalk）[126]

### イベント
- BOAT RACE 福岡 SG第41回ボートレースオールスター オールスターステージ モーニングゲスト（2014年6月1日）
- 第6回 地域活性化イベント アキバ大好き!祭り2014 SUMMER AKIBA TOKYO COLLECTION（2014年8月29日）
- 第2回 グラビアアイドルがグラビアを語る〜“私の見せ方”〜（2014年10月15日）
- 第7回 地域活性化イベント アキバ大好き!祭り2015冬 AKIBA TOKYO COLLECTION（2015年1月17日）
- パチスロまつり2015（2015年8月2日）
- AIR GROUP COLLECTION 2015 The Final（2015年8月13日）
- 合併60周年記念福祉まつり in 郡山（2015年8月22日）
- 川口オートレース 第9回週刊実話杯（2015年9月6日）
- BOAT RACE 下関「開設61周年記念」レーストークショー（2015年10月16日）
- 城ドラフェスティバル2015（2015年11月23日、渋谷ヒカリエ）
- 日テレジェニック2015「NK3R」LIVEイベント（2015年12月13日）
- アキバMC会2015（2015年12月27日）
- 日テレジェニック2015「NK3R」LIVEイベント（2016年2月24日）
- 13年振りの新シリーズ『X-ファイル2016』デジタル配信&DVDリリース記念!TOCANAが選んだオカルト界の超大物たちが語る「X-ファイル」の真実!超常現象スーパー最前線 Supported By「X-ファイル」（2016年6月14日）
- トークショー&予想会in福井競輪（2016年7月18日）
- 24時間テレビ「愛は地球を救う」日産ギャラリーイベント（2016年8月28日）
- BOAT RACE 芦屋 人気グラビアアイドル 橘花凛 トーク&撮影会（2016年9月16日）
- 玉野競輪場 グラビアアイドル 橘花凛 トークショー&撮影会（2016年9月25日）
- 未確認噂話 首都神話トークライブ〜第百三夜〜（2016年11月17日）
- 奈良競輪場 トークショー&予想会（2016年12月12日）
- グラチアお披露目会（2017年4月16日）
- 初等教育ロイヤルDVD発売記念夏期講習!!（2017年6月25日）
- 川崎ナイター予想会&ガイダンス in ラ・ピスタ新橋（2017年10月6日）
- アキバMC会&忘年会（2017年12月26日）
- 東京ボーイズコレクション（2018年2月21日）
- 未確認噂話 首都神話トークライブ〜第百二十夜〜（2018年4月18日）
- BOAT RACE 下関 19♯「橘花凛」撮影会&予想トーク（2018年6月10日）

### ラウンドガール
| 日時           | 大会名                         | ユニット名  | 他メンバー                                                       |
| -------------- | ------------------------------ | ----------- | ---------------------------------------------------------------- |
| 2017年 6月17日 | KNOCK OUT vol.3                |             | 青山ひかる、小田飛鳥、蛯原メイ                                   |
| 8月20日        | KNOCK OUT vol.4                |             | 小田飛鳥、菜乃花、森田ワカナ                                     |
| 12月10日       | KING OF KNOCK OUT 2017 in 両国 |             | 青山ひかる、姫乃稜菜、十枝梨菜                                   |
| 2018年 4月18日 | KNOCK OUT SAKURA BURST         |             | 青山ひかる、高橋かな                                             |
| 2021年度       | RISE                           | R-1SE Force | COCO、桜りん、清瀬汐希、星名美津紀、オシリス、CHIE、HIKARU       |
| 2022年度       | RISE                           | R-1SE Force | 桜りん、大貫彩香、広瀬晏夕、ペピ、宮原華音                       |
| 2023年度       | RISE                           | R-1SE Force | 桜りん、大貫彩香、宮原華音、霧島聖子、七瀬なな、ぽぽちゃん、セラ |